# Visages, villages
Visages, villages (em Portugal, Olhares, Lugares) é um filme-documentário francês de 2017 dirigido e escrito por Agnès Varda e JR. Foi lançado fora de competição no Festival de Cannes 2017 em 19 de maio, onde recebeu o prêmio L'Œil d'or. O filme segue a trajetória dos diretores pela área rural da França, criando retratos das pessoas com quem se deparam. Foi lançado em 28 de junho de 2017 na França, em 25 de janeiro de 2018 pela Fênix Filmes no Brasil, e em 8 de fevereiro de 2018 em Portugal. Foi indicado ao Oscar de melhor documentário de longa metragem no Oscar 2018.
Em setembro de 2021, a Mares Filmes iniciou a pré-venda no Brasil da edição limitada do filme em DVD em parceria com a Versátil Home Vídeo, que será lançado exclusivamente na loja virtual VersátilHV.

## Sinopse

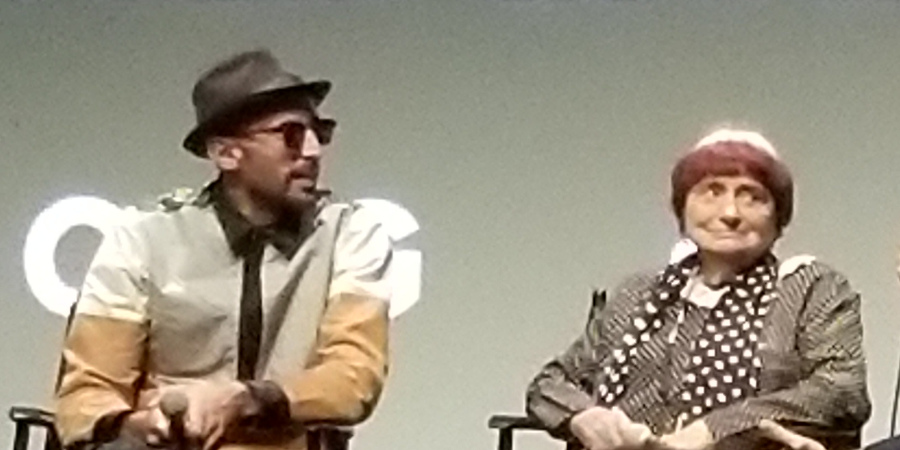
Os diretores JR (à esquerda) e Agnès Varda (à direita)

Varda e JR visitam vilas e pequenas cidades através da França para conhecer comunidades de pessoas e criar grandes retratos das mesmas, para serem colados nos arredores.

## Recepção crítica
Visages, villages recebeu aclamação generalizada de críticos. Amy Taubin, do Film Comment, considerou o filme uma "obra-prima modesta", descrevendo-o como "tanto pessoal quanto populista, uma celebração da produção artesanal (incluindo o cinema), solidariedade trabalhista, e as artes fotográficas em face da mortalidade."
No Rotten Tomatoes, o filme possui uma taxa de aprovação de 99% baseada em 142 críticas, com uma avaliação média de 8,84/10. O consenso crítico do site indica, "alegremente charmoso e pungentemente poderoso em partes iguais, Visages, villages é um retrato entre gerações único da vida na França rural pela grande Agnès Varda." No Metacritic, o filme possui uma média de 94 de 100, baseada em 22 críticas, indicando "aclamação universal". Foi listado entre os 10 melhores filmes de 2017 pela revista Time.

## Principais prêmios e indicações
| Ano  | Premiação                                           | Categoria                             | Recipiente        | Resultado |
| ---- | --------------------------------------------------- | ------------------------------------- | ----------------- | --------- |
| 2017 | Prêmios da Online Film Critics Society              | Melhor Documentário                   | Visages, villages | Venceu    |
| 2017 | Prêmios Critics' Choice Movie                       | Melhor Documentário                   | Visages, villages | Indicado  |
| 2017 | Prêmios Critics' Choice Movie                       | Melhor Diretor                        | Agnès Varda, JR   | Indicado  |
| 2017 | Festival de Cannes                                  | Palme de Whiskers                     | Mimi              | Venceu    |
| 2017 | Festival de Cannes                                  | L'Œil d'or (Olho de ouro)             | Visages, villages | Venceu    |
| 2017 | Festival de Cinema de Londres                       | Filme Documentário                    | Visages, villages | Indicado  |
| 2017 | Festival Internacional de Cinema de Toronto         | Documentário                          | Visages, villages | Venceu    |
| 2017 | Festival Internacional de Cinema de Vancouver       | Documentário                          | Visages, villages | Venceu    |
| 2017 | Mostra Internacional de Cinema de São Paulo         | Melhor Documentário Estrangeiro       | Visages, villages | Venceu    |
| 2017 | Prêmios do National Board of Review                 | Cinco Melhores Documentários          | Visages, villages | Venceu    |
| 2018 | Prêmios da Academia                                 | Melhor Documentário de Longa-Metragem | Visages, villages | Indicado  |
| 2018 | Prêmio Gold Derby                                   | Melhor Documentário de Longa-Metragem | Visages, villages | Venceu    |
| 2018 | Prêmios da Sociedade Nacional de Críticos de Cinema | Melhor Filme de Não-Ficção            | Visages, villages | Venceu    |
| 2018 | Prêmios da Sociedade Nacional de Críticos de Cinema | Melhor Filme de Língua Estrangeira    | Visages, villages | Indicado  |
| 2018 | Prêmios Independent Spirit                          | Melhor Documentário                   | Visages, villages | Venceu    |
| 2018 | Prêmio Lumière                                      | Melhor Documentário                   | Visages, villages | Venceu    |
| 2018 | Prêmios César                                       | Melhor Filme Documentário             | Visages, villages | Indicado  |
| 2018 | Prêmios César                                       | Melhor Música Original                | Matthieu Chedid   | Indicado  |
| 2019 | Prêmios Gaudí                                       | Melhor Filme Europeu                  | Visages, villages | Indicado  |